# Tháp Eiffel
Tháp Eiffel (tiếng Pháp: Tour Eiffel) là một công trình kiến trúc bằng thép nằm trên công viên Champ-de-Mars, cạnh sông Seine, thủ đô Paris nước Pháp. Vốn có tên nguyên thủy là Tháp 300 mét (Tour de 300 mètres), công trình này do kỹ sư Gustave Eiffel và các đồng nghiệp của mình thiết kế và xây dựng từ năm 1887 tới năm 1889 nhân dịp Triển lãm thế giới năm 1889, và cũng là dịp kỷ niệm 100 năm Cách mạng Pháp.
Chiều cao nguyên bản của công trình là 300 mét nếu theo đúng thiết kế, nhưng cột ăng ten radio kỹ thuật số mới trên đỉnh đã giúp tháp Eiffel đạt tới độ cao 325 mét. Từ khi khánh thành vào năm 1889, tháp Eiffel là công trình cao nhất thế giới và giữ vững vị trí này trong suốt hơn 40 năm. Ngay từ đầu, ngoài chức năng để du lịch, tháp Eiffel còn được sử dụng cho các mục đích của ngành khoa học. Ngày nay, tháp tiếp tục là một trạm phát sóng truyền thanh và truyền hình cho vùng đô thị Paris.
Trở thành biểu tượng của "kinh đô ánh sáng", tháp Eiffel là một trong những công trình kiến trúc nổi tiếng nhất toàn cầu. Từ khi khánh thành cho tới năm 2007, tháp đã có hơn 236 triệu lượt khách viếng thăm. Riêng năm 2007, tháp Eiffel đã đón tiếp gần 7 triệu du khách, giữ vững vị trí công trình thu phí thu hút nhất trên thế giới.
Tháp Eiffel vốn được thiết kế để làm "cái đinh của Triển lãm thế giới năm 1889 tại Paris", phô trương những công nghệ xây dựng của Pháp. Vào thời kỳ đầu, công trình đã gây ra những tranh cãi về vẻ thẩm mỹ, công năng... Tuy vậy, tháp Eiffel vẫn giành được thành công nhanh chóng, trở thành địa điểm thu hút du khách bậc nhất và con số dần ổn định từ những năm 1960.
Địa chỉ chính thức của tháp Eiffel ở số 5 đại lộ Anatole France, Quận 7, Paris. Nằm bên sông Seine, tháp Eiffel thuộc đường thẳng bắt đầu từ Palais de Chaillot, qua vườn Trocadéro và sông, tới Eiffel rồi chạy dọc Champ-de-Mars, đến École Militaire và gần như thẳng tiếp tới tháp Montparnasse. Đây đều là các công trình nổi tiếng của Paris, được hoàn thành trong những giai đoạn khác nhau. Sân của Palais de Chaillot, bên cạnh quảng trường Trocadéro, là địa điểm lý tưởng nhất để ngắm nhìn tháp.
Ngay sau Triển lãm thế giới năm 1889, tháp Eiffel đã thuộc sở hữu của thành phố Paris. Hiện nay công trình do Công ty khai thác tháp Eiffel (Société d'exploitation de la tour Eiffel - SETE) quản lý. Với ba tầng sàn, không gian của tháp Eiffel được chia cho nhiều dịch vụ khác nhau. Ngoài hai nhà hàng Altitude 95 và Le Jules-Verne nằm ở tầng hai và ba, tháp còn có các hiệu ăn nhanh, phòng trưng bày, cửa hàng lưu niệm, điểm truy cập Internet, cửa hàng bán các con tem kỷ niệm của Pháp... Tổng cộng, tháp Eiffel cần đến khoảng 500 nhân viên, gồm 250 người thuộc SETE và 250 nhân viên cho các dịch vụ còn lại. Đón tiếp khách du lịch đến từ mọi quốc gia, tháp Eiffel mở cửa tất cả các ngày trong năm, từ 9 giờ tới 24 giờ trong khoảng 13 tháng 6 tới 31 tháng 8 và 9 giờ 30 tới 23 giờ trong khoảng thời gian còn lại của năm.

## Thiết kế

### Kích thước
Các thông số kích thước của tháp Eiffel:

### Tầng mặt đất
Bốn chân của tháp Eiffel tạo thành một hình vuông lớn có cạnh 125 mét, theo đúng với đăng ký tại cuộc thi năm 1886. Chiều cao 325 mét với 116 ăng ten, nền tháp Eiffel nằm ở độ cao 33,5 mét so với mực nước biển.
Móng: Hai cột trụ phía École Militaire nằm trên một lớp bê tông dày 2 mét, bên dưới còn một lớp sỏi. Chiều sâu của móng là 7 mét. Hai cột trụ phía sông Seine cũng tương tự và nằm dưới mức nước của sông. Các công nhân đã phải làm việc trong những ket-xon – giếng chìm hơi ép – bằng kim loại bịt kín. Mười sáu khối móng chống đỡ cho mỗi chân tháp và các bu lông mỏ neo lớn bằng thép dài 7,80 mét cố định cho các trụ.
Chân tháp: Mỗi chân tháp mang hình vuông, nằm ở bốn góc hình vuông lớn. Nền của các trụ này là những bệ bê tông cao 4 mét, cạnh 25 mét. Ngày nay, các quầy bán vé nằm ở các chân phía Bắc và Tây, mỗi năm tiêu thụ 2 tấn giấy vé. Cầu thang máy đặt ở các chân phía Đông và Tây, khoảng tám phút một chuyến. Còn cầu thang bộ nằm ở chân tháp phía Đông, gồm 1.665 bậc lên tới đỉnh nhưng chỉ mở cho công chúng lên tới tầng ba. Ở chân tháp phía Nam còn có một cầu thang máy dành riêng cho nhân viên và khách của nhà hàng Le Jules-Verne trên tầng hai.
Vòng cung: Được đỡ bởi bốn trụ, các vòng cung này ở độ cao 39 mét so với mặt đất và có đường kính 74 mét. Theo bản vẽ ban đầu của Stephen Sauvestre, phần vòm cung còn được trang trí cầu kỳ. Đối với công trình, vòm cung này có chức năng thẩm mỹ và giúp chân tháp vững chắc.

### Tầng hai
Ở độ cao 57 mét so với mặt đất, tầng hai của tháp Eiffel có diện tích 4.200 m², mang hình vuông tương đối và có thể chứa khoảng 3.000 người.
Một hành lang chạy bao quanh tầng hai, cho phép du khách ngắm nhìn toàn cảnh 360°Của Paris. Trên hành lang trang bị các kính viễn vọng cùng chỉ dẫn giúp du khách quan sát các công trình của thành phố. Mặt phía ngoài ghi tên 72 nhà khoa học của thế giới trong hai thế kỷ XVIII và XIX.
Tầng hai còn có nhà hàng Altitude 95 ngụ trên hai tầng nhỏ. Altitude 95 có các bàn nhìn ra ngoài quang cảnh thành phố, phía ngược lại là các bàn nhìn vào phía bên trong của tháp. Tên của nhà hàng có nghĩa: chiều cao 95 mét, tức độ cao tầng hai của tháp so với mực nước biển.
Ở tầng này cũng có thể thấy nhiều vết tích của lịch sử ngọn tháp. Như những đoạn cầu thang xoáy trôn ốc, vốn là nguyên bản của công trình, dẫn lên tới tận đỉnh. Chiếc cầu thang này đã được tháo vào năm 1986 khi thực hiện các công việc cải tạo quan trọng. Cắt thành 22 phần, 21 đoạn của cầu thang đã được đem bán đấu giá và phần lớn những người mua là các nhà sưu tập Hoa Kỳ.
Cuối cùng, một đài quan sát ở đỉnh cho phép ghi lại các dao động, thay đổi của tháp dưới ảnh hưởng của gió và giãn nở nhiệt. Gustave Eiffel đã thiết kế cho ngọn tháp chịu được biên độ 70 cm, nhưng thực tế chưa bao giờ xảy ra đến mức độ đó. Trong đợt nắng nóng năm 1976, biên độ giãn nở đạt mức 18 cm và trong trận bão tháng 12 năm 1999, sức gió 240 km/giờ, biên độ dao động chỉ tới 13 cm. Pierre Affaticati và Simon Pierra cũng khắc phục vấn đề co giãn này vào năm 1982 với biện pháp gia cố thêm các kim loại khác nhau cho khung tháp.

### Tầng ba
Ở độ cao 115 mét so với mặt đất, tầng ba của tháp Eiffel có diện tích 1.650 mét vuông, mang hình vuông tương đối và có thể chứa khoảng 1.600 người.
Tầng ba được xem là tầng lý tưởng nhất để ngắm nhìn Paris. Độ cao của tầng đạt mức tối ưu đối với các công trình xung quanh. Ở tầng bốn, các công trình này sẽ trở nên khó nhìn ngắm bởi khoảng cách quá xa. Khi thời tiết quang đãng, tầm nhìn của tầng ba ước tính tới 55 km về hướng Nam, 60 km về hướng Bắc, 65 km về hướng Đông và 70 km về hướng Tây.
Dưới sàn, những ô kính cho phép du khách ngắm nhìn xuống phía mặt đất. Các lưới sắt được lắp bao quanh nhằm ngăn ngừa những ý định nhảy ra ngoài không trung của những người muốn tự sát hoặc các nhà thể thao mạo hiểm.
Nhà hàng ẩm thực Le Jules-Verne với 95 bàn ăn, được cuốn sách chỉ dẫn nổi tiếng Michelin xếp hạng 1 sao và Gault-Millau đánh giá 16/20. Mở cửa từ năm 1983, trang trí của nhà hàng vẫn được giữ nguyên, mang màu trầm và kín đáo, với những tác phẩm điêu khắc bằng kim loại. Qua các ô cửa kính của nhà hàng, thực khách có thể ngắm nhìn quang cảnh thành phố Paris. Bếp trưởng nhà hàng là Alain Reix, cùng với 30 phụ bếp và bồi bàn. Ngoài ra còn có 60 nhân viên khác. Nằm ở độ cao 123 mét, nhà hàng có diện tích khoảng 500 m² và được sử dụng một cầu thang riêng đặt ở chân tháp phía Nam chung với các nhân viên bảo dưỡng. Phần nhiều khách hàng của Le Jules-Verne là khách du lịch và các bàn ăn ở đây đều phải đặt trước một thời gian dài: khoảng từ 1 tháng cho bữa trưa và ba tháng cho bữa tối. Cũng như tháp Eiffel, nhà hàng Le Jules-Verne mở cửa cả bảy ngày trong tuần.

## Lịch sử
|                      |                      |
| Tháp Eiffel năm 1888 | Tháp Eiffel năm 2005 |

### Bối cảnh
Sau triều đại Napoléon III, nước Pháp phải đối mặt với cuộc chiến tranh Pháp-Phổ rồi sau đó là Công xã Paris kết thúc bằng Tuần lễ đẫm máu. Năm 1875, nền Đệ Tam cộng hòa được khai sinh. Tuy vậy, những bất ổn chính trị vẫn tiếp diễn.
Những lợi ích của khoa học đã sinh ra các cuộc Triển lãm thế giới. Từ cuộc triển lãm đầu tiên, Great Exhibition of the Works of Industry of All Nations – Đại triển lãm Công nghiệp các Quốc gia, được tổ chức tại Luân Đôn năm 1851, những nhà cầm quyền nhanh chóng nhận thấy phía sau việc đánh cuộc công nghệ mang hình bóng những lợi ích chính trị, và sẽ là phí phạm nếu không biết tận dụng. Trưng bày những tiến bộ công nghệ, các quốc gia tổ chức triển lãm cũng biểu lộ sự vượt trội của mình trên những nước châu Âu khác, chính là các nước đang chiếm giữ một phần lớn lãnh thổ của thế giới.
Với cái nhìn này, nước Pháp đã tổ chức nhiều cuộc Triển lãm thế giới, vào các năm 1855, 1867 và 1878. Jules Ferry, chủ tịch Hội đồng Nhà nước từ 1883 tới 1885, đã quyết định đón nhận một Triển lãm thế giới nữa tại Pháp. Ngày 8 tháng 11 năm 1884, Jules Ferry ký sắc lệnh chính thức nhận tổ chức Triển lãm thế giới năm 1889 tại Paris, thời gian từ 5 tháng 5 tới 31 tháng 10 năm 1889. Năm được chọn chính là dịp kỷ niệm 100 năm Cách mạng Pháp, Paris sẽ lại một lần nữa là "trung tâm" của thế giới.
Mặc dù vậy ý tưởng về ngọn tháp 300 mét đã được khai sinh ở Tân Lục Địa, tại Hoa Kỳ với nền kinh tế trẻ và năng động. Cho dịp Triển lãm thế giới năm 1876 tại Philadelphia, các kỹ sư Clark và Reeves đã hình dung một cột tháp hình trụ đường kính 9 mét, giữ bởi các dây néo bằng kim loại, néo xuống một đường kính 45 mét chung quanh, chiều cao 1.000 foot, tức khoảng 300 mét. Gặp những vấn đề về tài chính, cột tháp The Centennial Tower – Tháp Thế Kỷ – đã không bao giờ được thực hiện, nhưng dự án được đăng tải ở Pháp trên tạp chí Nature. Cũng ý tưởng đó, kỹ sư người Pháp Sébillot đưa ra một ngọn "tháp mặt trời" bằng sắt chiếu sáng thành phố Paris. Để thực hiện, Sébillot cộng tác với Jules Bourdais, kiến trúc sư từng xây dựng Palais du Trocadéro cho cuộc Triển lãm thế giới năm 1878. Cùng nhau, hai người hoài bão một dự án khác, "tháp hải đăng" bằng đá granit, cao 300 mét, với nhiều phiên bản. "Tháp hải đăng" từng cạnh tranh với dự án của Gustave Eiffel, nhưng cuối cùng đã không bao giờ được thực hiện.

### Thiết kế dự án

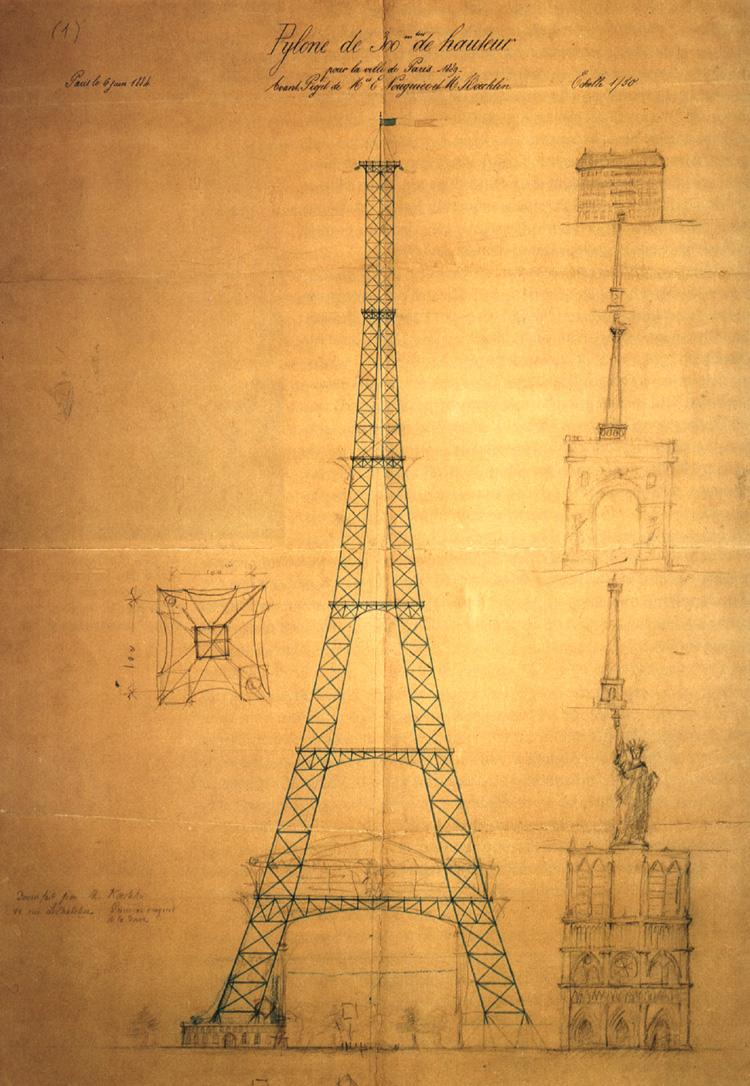
Ký họa của Maurice Koechlin ngày 6 tháng 6 năm 1884

Vào tháng 6 năm 1884, hai kỹ sư của công ty Eiffel, Maurice Koechlin và Émile Nouguier, trưởng phòng nghiên cứu và trưởng phòng phương pháp, quan tâm đến dự án một chiếc tháp bằng kim loại cao 300 mét. Họ hy vọng sẽ có thể biến công trình đó thành cái đinh của Triển lãm thế giới năm 1889.
Ngày 6 tháng 6, Maurice Koechlin lần đầu tiên ký họa hình dáng của công trình. Ký họa miêu tả một cột tháp 300 mét, bốn trụ cong gặp nhau ở đỉnh, với năm tầng sàn, chia cột tháp thành sáu đoạn 50 mét. Gustave Eiffel xem xét đề cương này, tuy nói không thích thú, nhưng cuối cùng nhượng bộ trước các ý kiến và cho phép theo đuổi nghiên cứu dự án. Stephen Sauvestre, kiến trúc sư trưởng của công ty Eiffel vẽ lại và thay đổi phần lớn: thêm các chân được xây nặng nề, củng cố tháp bằng một cấu trúc hình vòng cung ở tầng hai, giảm bớt số tầng sàn từ 5 xuống còn 2, thêm chóp cho phần đỉnh tháp...
Bản thiết kế mới được đưa đến cho Gustave Eiffel và lần này Eiffel đã hài lòng. Ngày 18 tháng 9 năm 1884, "Quyền được phép xây dựng các cột trụ và cột tháp kim loại với chiều cao có thể vượt quá 300 mét" được đăng ký với tên Eiffel cùng Koechlin và Nouguier. Rất nhanh sau đó, Gustave Eiffel mua lại của Koechlin và Nouguier để nắm độc quyền ngọn tháp tương lai và do đó, công trình được mang tên Eiffel.
Để bắt đầu, Gustave Eiffel thuyết phục Édouard Lockroy, bộ trưởng Bộ Công nghiệp và Thương mại thời kỳ đó, tổ chức một cuộc thi với mục đích "nghiên cứu khả năng xây dựng trên Champ-de-Mars một ngọn tháp bắng sắt có đáy hình vuông cạnh 125 mét và cao 300 mét". Thể thức cuộc thi - vào tháng 5 năm 1886 - đã cho thấy ưu thế của Gustave Eiffel. Quyền xây dựng công trình biểu tượng cho Triển lãm thế giới ba năm sau đó gần như đã nằm trong tay Eiffel. Duy chỉ còn vấn đề mục đích của ngọn tháp, đó không thể chỉ là một công trình xây dựng đơn thuần mà còn phải mang các chức năng khác. Về điểm này, Gustave Eiffel đã chỉ ra các ích lợi về mặt khoa học của ngọn tháp. Tuy nhiên kết quả cuộc thi không hoàn toàn phản ánh lợi thế của Gustave Eiffel. Sự cạnh tranh gay gắt với 107 dự án được gửi đến. Gustave Eiffel thắng cuộc, nhưng chỉ vừa vặn hơn Jules Bourdais, người cũng đã thay đổi, định sẽ dùng chất liệu sắt thay vì granit.
Hai vấn đề được đặt ra: thang máy và địa điểm công trình. Hệ thống thang máy không làm hài lòng trưởng ban giám khảo cuộc thi, bắt buộc Eiffel phải thay đổi người cung ứng. Vị trí của tháp ban đầu được xem xét ở bờ bên kia sông Seine hoặc áp sát vào Palais du Trocadéro, ngày nay là Palais de Chaillot. Cuối cùng, tháp được quyết định xây dựng ngay tại Champ-de-Mars, vị trí của triển lãm, như một cổng vào.
Vị trí và cả thể thức xây dựng, khai thác công trình được ký vào ngày 8 tháng 1 năm 1887 giữa Édouard Lockroy, nhân danh Chính phủ Pháp, Eugène Poubelle, tỉnh trưởng tỉnh Seine, nhân danh thành phố Paris và Gustave Eiffel, với tư cách cá nhân. Văn bản này ghi rõ chi phí dự tính cho xây dựng: 6,5 triệu franc. Trong đó 1,5 triệu franc được trợ cấp, phần còn lại do Công ty khai thác tháp Eiffel của Gustave Eiffel chịu. Giá vé vào của trong thời gian Triển lãm thế giới cũng được ghi rõ và mỗi tầng đều phải có không gian dành cho khoa học hoặc quân sự. Ở điều khoản 11 ghi:
| “ | Sau Triển lãm thế giới, thành phố sẽ trở thành chủ sở hữu của tháp cùng tất cả lợi ích và trách nhiệm liên quan; nhưng ngài Gustave Eiffel, như bù đắp cho chi phí xây dựng, sẽ được hưởng trong vòng 20 năm kể từ ngày 1 tháng 1 năm 1890, sau thời hạn đó, lợi ích của công trình sẽ thuộc về Thành phố Paris. Sau 20 năm, tháp được giao lại trong tình trạng sử dụng và bảo dưỡng tốt... | ” |

Vai trò của Gustave Eiffel không nằm ở kiến trúc, thẩm mỹ - hoặc kém thẩm mỹ theo một số ý kiến - của công trình. Nhưng nhờ Gustave Eiffel, dự án ngọn tháp 300 mét được Chính phủ quyết định cho xây dựng và sau đó, Eiffel cùng các đồng nghiệp biến dự án thành công trình thực tế. Từ dự án, thi công cho tới khi khai thác, công trình gặp không ít khó khăn và Gustave Eiffel đã là người quyết định hầu như toàn bộ. Eiffel cũng nhanh nhạy trở thành người độc quyền ngay từ khi dự án mới bắt đầu để rồi thực hiện công trình được mang tên mình.

### Xây dựng

Quá trình xây dựng tháp

Ban đầu Gustave Eiffel dự kiến sẽ thi công trong 12 tháng. Thế nhưng thời gian thực tế đã kéo dài gấp đôi. Việc xây dựng được bắt đầu vào ngày 28 tháng 1 năm 1887 và kết thúc tháng 3 năm 1889, vừa vặn trước khi chính thức mở cửa Triển lãm thế giới.
Trên công trường, số công nhân không khi nào vượt quá 250. Lý do là một phần lớn làm việc trên phía thượng lưu, trong nhà máy của công ty Eiffel ở Levallois-Perret. Ví dụ 2.500.000 đinh tán được sản xuất cho chiếc tháp, nhưng chỉ 1.050.846 được đóng tại công trường, chiếm 42% tổng số. Phần lớn các thành phần được lắp ghép trên mặt đất tại xưởng ở Levallois-Perret, thành từng đoạn năm mét với các bu lông tạm thời, sau đó tại công trường thay bằng các đinh tán nhiệt. Việc xây dựng từng phần rồi ghép lại đã cần tới 50 kỹ sư làm việc trong hai năm với 5300 bản vẽ tổng thể hoặc chi tiết.
Thời gian đầu tiên, các công nhân xây dựng những bệ bê tông cho bốn trụ của công trình. Điều này giúp giảm tối thiểu sức nén xuống nền đất, chỉ còn 4,5 kg/cm² ở phần dưới móng. Việc lắp ráp các thành phần kim loại chính xác bắt đầu vào ngày 1 tháng 7 năm 1887, do Jean Compagnon chỉ đạo. Tới độ cao 30 mét, các bộ phận được đưa lên nhờ những cần trục xoay cố định trên đường dành cho thang máy. Từ 30 tới 45 mét, 12 giàn giáo bằng gỗ được xây dựng. Vượt qua 45 mét, các dàn giáo mới được lắp vào các xà của tầng hai. Sau đó tới thời điểm nối các xà ngang với bốn trụ, vị trí của tầng hai. Công việc ráp nối này được thực thiện vào ngày 7 tháng 12 năm 1887. Sàn tầng hai được xây dựng ở độ cao 57 mét, các giàn giáo tạm thời không cần thiết. Tương tự, sau đó, từ tháng 8 năm 1888 đến sàn tầng ba, độ cao 115 mét.
Tháng 9 năm 1888, khi tiến độ trên công trường đã được đẩy nhanh và xây dựng đến tầng ba, các công nhân tổ chức đình công. Họ đưa ra vấn đề giờ giấc lao động (9 giờ vào mùa đông và 12 giờ vào mùa hè) và mức lương thấp so với nguy hiểm phải gánh chịu. Gustave Eiffel chỉ ra rằng rủi ro không khác nhau khi họ làm việc ở độ cao 200 mét hay 50 mét, và các công nhân đã được hưởng thù lao cao hơn trung bình so với những người làm việc cùng lĩnh vực thời kỳ đó. Cuối cùng, Gustave Eiffel nhượng bộ, đồng ý tăng lương nhưng từ chối đòi hỏi chỉ số "rủi ro thay đổi theo độ cao".
Tháng 3 năm 1889, công trình hoàn thành và không có một tại nạn chết người nào xảy ra với các lao động. Chỉ một công nhân thiệt mạng, nhưng vào ngày chủ nhật, công nhân đó không làm việc mà dẫn vợ chưa cưới tới tham quan công trình rồi ngã do mất thăng bằng. Chi phí xây dựng của tháp Eiffel vượt 1,5 triệu franc so với dự tính. Thời gian thi công cũng gấp đôi so với thỏa thuận ban đầu.
Công việc cuối cùng là tính toán phương cách đưa công chúng lên tới tầng bốn của tháp. Các thang máy Backmann được dự tính ban đầu và nằm trong dự án trình ban giám khảo cuộc thi vào tháng 5 năm 1886, nhưng bị ban giám khảo loại bỏ. Gustave Eiffel phải gọi đến ba nhà cung cấp mới: Roux-Combaluzier và Lepape (về sau trở thành Schindler), công ty Otis của Hoa Kỳ và cuối cùng là Léon Edoux.

### Từ 1889 đến Chiến tranh thế giới thứ hai

Adolf Hitler tới thăm tháp Eiffel ngày 23 tháng 6 năm 1940

Ngày 6 tháng 5 năm 1889, Triển lãm thế giới mở cửa và tới 15 tháng 5 thì công chúng được phép tham quan tháp Eiffel. Trong khi xây dựng, công trình chịu nhiều lời gièm pha, đặc biệt vào tháng 2 năm 1887 công trình đã phải nhận những chỉ trích của một vài nghệ sĩ lớn nhất của thời kỳ đó. Tuy vậy, khi khánh thành, tháp Eiffel giành được thành công ngay lập tức, đón nhận một số lượng lớn khách viếng thăm. Tuần đầu tiên, khi các thang máy còn chưa hoạt động, đã có 28.922 người leo lên tháp bằng cầu thang bộ. Khi kết thúc hội chợ, trong 32 triệu khách của Triển lãm thế giới, có 2 triệu người đã chen chúc lên ngọn tháp này. Ở triển lãm, tháp Eiffel không phải công trình duy nhất thu hút đám đông. Tòa nhà trưng bày máy móc, dài 440 mét và rộng 110 mét, của Ferdinand Dutert và Victor Contamin, hay Vòm trung tâm của Joseph Bouvard cũng đã gây ấn tượng.
Nhưng sau khi kết thúc triển lãm, số lượng khách giảm xuống nhanh chóng. Năm 1899, chỉ có 149.580 lượt khách. Cuối cùng, để đẩy mạnh khai thác thương mại của tháp, Gustave Eiffel cho giảm giá vé vào cửa, nhưng không vi phạm những ký kết trước đó. Phải đợi đến Triển lãm thế giới năm 1900 cũng được tổ chức ở Paris, số lượng khách mới tăng trở lại. Dịp này, hơn một triệu vé đã được bán ra, nhưng chỉ bằng một phần hai con số của mười năm trước đó. Mức độ giảm sút còn mạnh mẽ hơn nếu so sánh tuyệt đối, số lượng khách của Triển lãm thế giới 1900 cao hơn so với năm 1889.
Năm 1901, con số lượt khách lại tụt xuống khiến tương lai của tháp bị đe dọa có thể không qua được ngày 31 tháng 12 năm 1909, thời điểm nhượng lại cho thành phố Paris. Đã có một vài ý kiến cho rằng công trình cần phải phá hủy.

### Các thực nghiệm khoa học và phát thanh
Ý thức được nguy cơ và như đã dự tính trước khi xây dựng, Gustave Eiffel đồng ý cho việc tiến hành các thực nghiệm cũng như đặt trạm quan sát ngay từ năm đầu tiên của ngọn tháp.
Năm 1889, Eleuthère Mascart, giám đốc của Phòng trung tâm Khí tượng Pháp, đã đặt một đài quan sát trên tháp Eiffel. Tháng 10 năm 1898, Eugène Ducretet lần đầu tiên nối tín hiệu sóng giữa tháp Eiffel với điện Panthéon, khoảng cách 4 km. Năm 1903, đại úy Gustave Ferrié, tìm cách lắp đặt một mạng lưới điện báo không dây dù không được đầu tư từ quân đội, những người vẫn ủng hộ các phương pháp cũ. Gustave Eiffel đã tài trợ cho dự án này và cho phép lắp một ăng ten trên đỉnh tháp. Từ năm 1921, các chương trình truyền thanh được phát sóng đều đặn từ tháp Eiffel và Truyền thanh tháp Eiffel - Radio Tour Eiffel được chính thức bắt đầu từ ngày 6 tháng 2 năm 1922.
Năm 1925, tháp Eiffel được sử dụng cho truyền hình, lần đầu tiên tại Pháp. Với sự tiến triển của kỹ thuật, các buổi phát sóng thực nghiệm còn được tiến hành trong khoảng thời gian 1935 tới 1939. Truyền hình từ đen trắng tiến tới truyền hình màu. Năm 1959, một cột phát sóng truyền hình mới nâng chiều cao của tháp lên 320,75 mét. Và năm 2005, truyền hình kỹ thuật số mặt đất cũng được lắp đặt trên tháp Eiffel.

### Đương đại

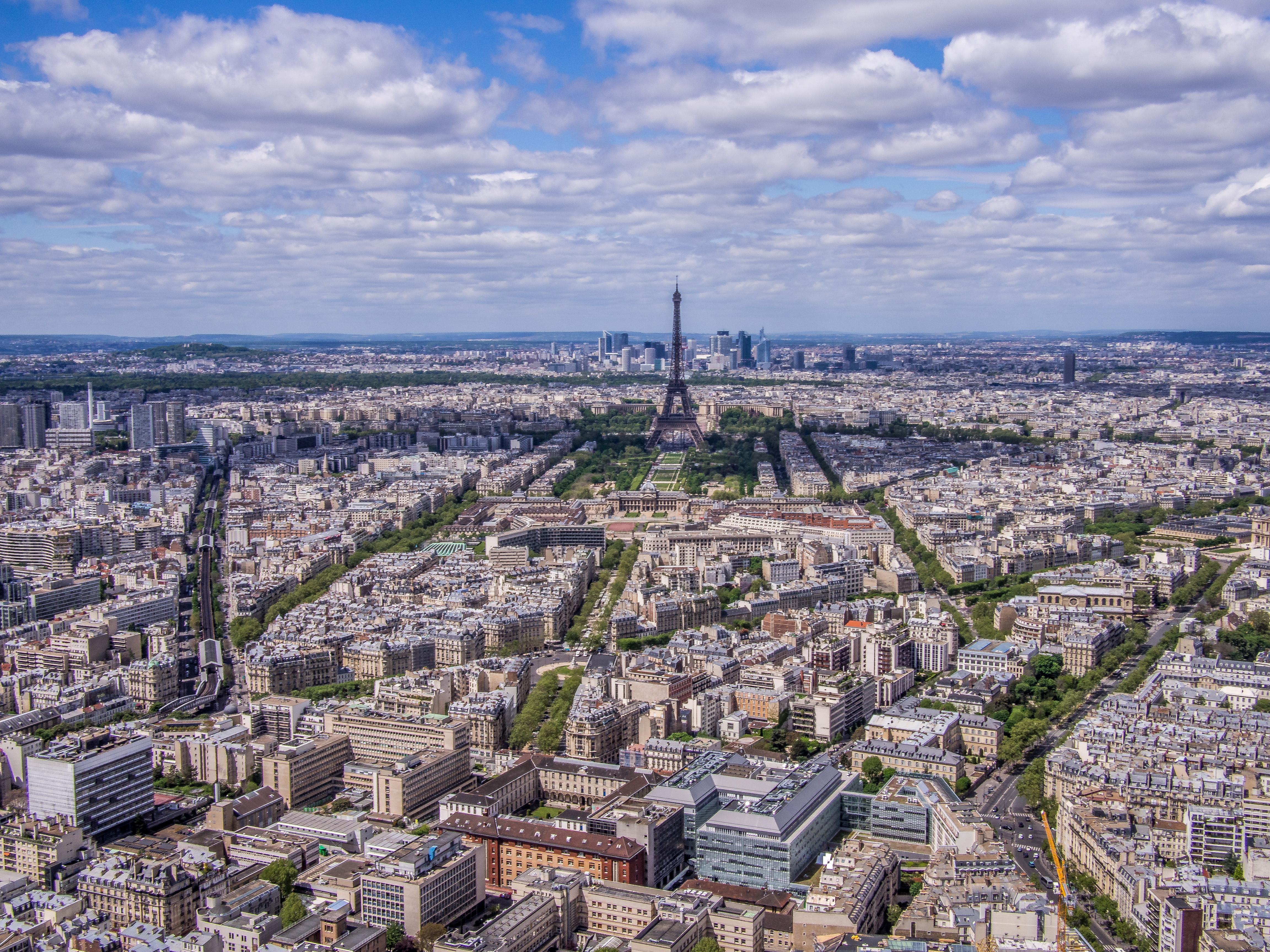
Toàn cảnh Paris và tháp Eiffel từ tháp Montparnasse, 2013

Năm 1944, tháp Eiffel thoát khỏi một vụ hỏa hoạn có chủ ý, do Quân đội Đức cho phép, rồi bị trưng dụng để liên lạc, ban đầu là lực lượng Wehrmacht của Đức, tiếp đó đến quân đội Đồng Minh.
Từ những năm 1960, lượng khách du lịch quốc tế tăng, trực tiếp kéo theo số lượng người thăm tháp. Lượng khách viếng thăm hàng năm tăng gần như đều đặn từ 1970 và lần đầu tiên đạt con số 6 triệu vào năm 1998. Sự gia tăng này đã dẫn đến việc cần đổi mới, tu sửa lại tháp. Công việc tiến hành từ 1980 đến năm 1985, với ba hướng chính:
- Làm nhẹ bớt cấu trúc của công trình
- Xây dựng lại toàn bộ các thang máy và cầu thang bộ
- Sử dụng các biện pháp an toàn mới, phù hợp số lượng khách gia tăng.

Tháp Eiffel đã bớt đi 1340 tấn dư thừa, được sơn lại và xử lý chống ăn mòn. Các thang máy được thay mới và mở thêm nhà hàng ẩm thực Jules-Verne. Biện pháp chiếu sáng cũng được cải tiến.
Tháp Eiffel trở thành biểu tượng của Paris và nước Pháp, một trong những công trình nổi tiếng nhất thế giới. Bắt đầu từ những thập niên cuối của thế kỷ XX, Champ-de-Mars cùng tháp Eiffel là nơi tổ chức các lễ hội, các buổi hòa nhạc của thành phố. Tính tới năm 2007, tổng số lượt người thăm tháp đã đạt tới con số hơn 236 triệu. Năm 2007, tháp Eiffel đón 6.893.000 lượt khách viếng thăm.
| Toàn cảnh Paris nhìn từ tháp Montparnasse, 2008 |
| Toàn cảnh Paris nhìn từ tháp Montparnasse, 2008 |

## Chiều caocủa công trình biểu tượng

### Chiều caocủa tháp Eiffel
Khánh thành ngày 31 tháng 3 năm 1889, tháp Eiffel trở thành công trình cao nhất thế giới khi đó. Chiều cao 300 mét của tháp vượt xa công trình thứ hai, Tượng đài Washington cao 170 mét ở Hoa Kỳ. Trước khi tháp Eiffel hoàn thành, ngoài Tượng đài Washington, trên thế giới cũng chỉ có hai công trình khác chạm tới con số 150 mét là nhà thờ Đức Bà Rouen của Pháp cao 150 mét và nhà thờ lớn Köln của Đức cao 169 mét.
Trong thế kỷ XIX, đã có nhiều dự án về một công trình 300 mét hay 1000 foot, như của Jules Bourdais người Pháp hay hai kỹ sư Clarke và Reeves người Mỹ, nhưng tháp Eiffel là dự án duy nhất thành hiện thực. Năm 1890, tại Luân Đôn, với dự định xây dựng một tháp mới, một cuộc thi kiến trúc được tổ chức nhưng các bản vẽ gửi tới phần nhiều quá tương đồng với tháp Eiffel. Cuối cùng ban giám khảo cũng trao giải cho một bản thiết kế với công trình cao 1200 foot. Gustave Eiffel được mời thực hiện nhưng đã từ chối. Được bắt đầu vào năm 1892, đến năm 1895, khi đã được 155 foot, công trình phải dừng lại do nền đất yếu.
Tháp Eiffel còn giữ vững danh hiệu công trình cao nhất cho tới tận năm 1930, khi tòa nhà Chrysler được khánh thành tại New York. Nếu tính khoảng thời gian giữ danh hiệu thì tháp Eiffel đạt 41 năm, cũng là con số kỷ lục từ thời điểm hoàn thành của tháp tới nay. Sau tòa nhà Chrysler, các công trình cao nhất thế giới thường nhanh chóng bị truất ngôi.
Khi mới hoàn thành, chiều cao của tháp Eiffel là 300 mét. Sau đó, với việc đặt đặt cờ và các ăng ten, tổng chiều cao của công trình được tăng lên. Sự thay đổi nhiệt độ cũng ảnh hưởng đến chiều cao của tháp do hiệu ứng giãn nở nhiệt.Vào mùa đông tháp Eiffel bị co lại và ngắn đi 10 cm, ngược lại vào mùa hè tháp cũng cao lên 15–17 cm. Lần đo đạc gần đây, ngày 2 tháng 4 năm 2022, tổng chiều cao của tháp cùng ăng ten là 330 mét. Tháp Eiffel vẫn là công trình cao nhất Paris và đứng thứ năm nước Pháp.

### Công trình nổi tiếng

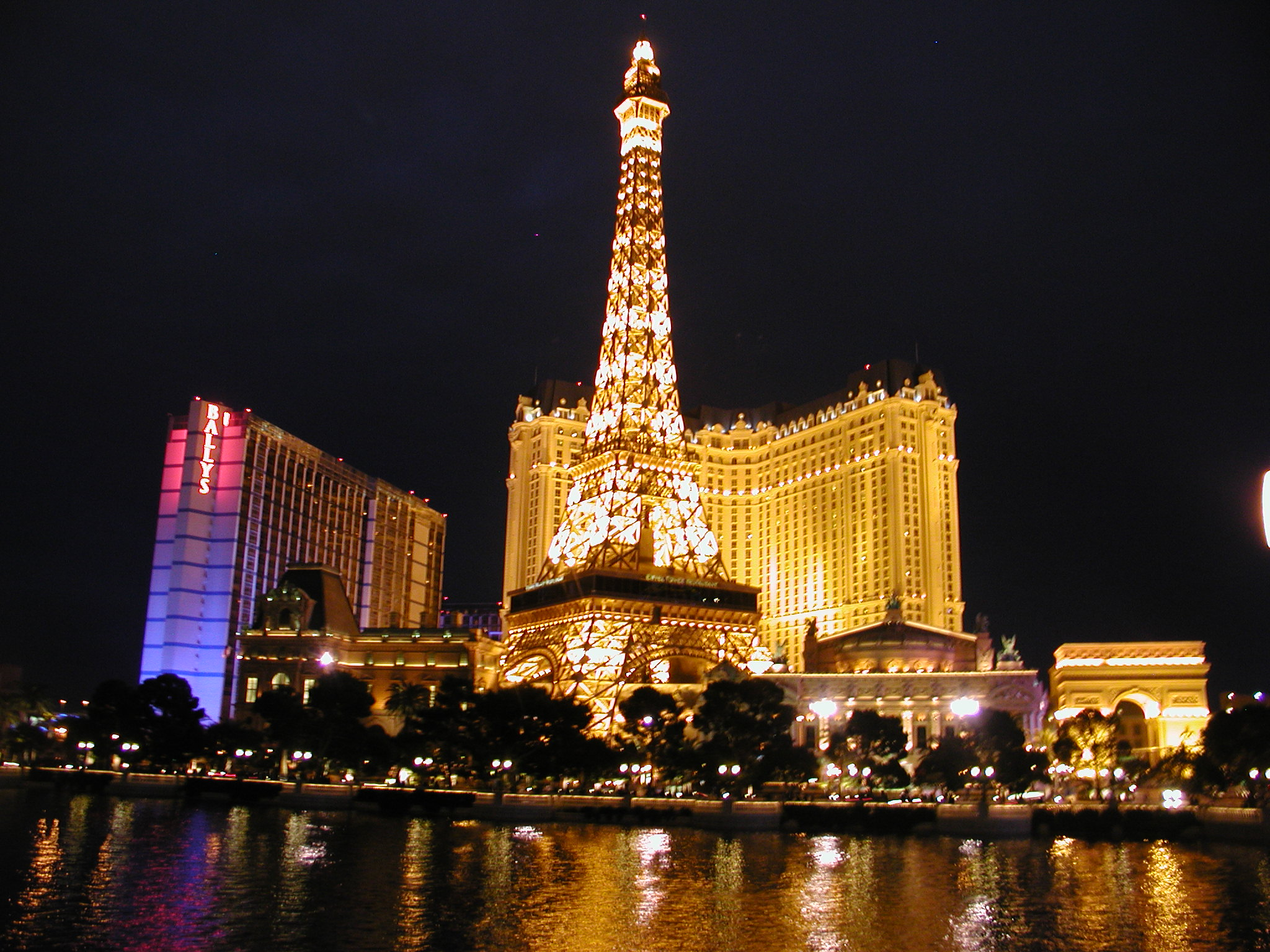
Bản sao của tháp Eiffel ở sòng bài Paris Las Vegas

Với thành công và dấu ấn kiến trúc, tháp Eiffel nhanh chóng trở thành biểu tượng của Paris, một thành phố vốn đã có nhiều công nhiều nổi tiếng khác. Qua hơn một thế kỷ, tháp Eiffel là một trong những công trình nổi tiếng nhất, thu hút nhất và xuất hiện trong rất nhiều tác phẩm văn học, điện ảnh, hội họa, nhiếp ảnh...
Vào năm 1996, viện SOFRES, cơ quan điều tra xã hội của Pháp, thực hiện một cuộc điều tra từ 15 tháng 3 tới 2 tháng 4 tại Ý, Anh, Tây Ban Nha, Đức, Mỹ và Nhật. Với câu hỏi "Bạn hãy nêu ba công trình châu Âu mà bạn biết, dù chỉ cái tên", tháp Eiffel đứng đầu trong kết quả tại cả sáu quốc gia. Các công trình nổi tiếng khác của Paris như Khải Hoàn Môn, nhà thờ Đức Bà, Louvre, lâu đài Versailles cũng đạt được thứ hạng cao. Theo các ý kiến trong cuộc điều tra, tháp Eiffel còn là biểu tượng cho châu Âu và là công trình được những người trả lời viếng thăm nhiều nhất, sau công trình ở chính nước họ.
Trên khắp thế giới, nhiều bản sao và các công trình mô phỏng theo tháp Eiffel được xây dựng. Tại Hoa Kỳ, khách sạn và sòng bài Paris Las Vegas gần Las Vegas, Nevada, thực hiện bản sao các công trình nổi tiếng của Paris: Khải Hoàn Môn, nhà hát Opéra Garnier và một tháp Eiffel có chiều cao 165 mét. Tương tự, tại thành phố Hàng Châu, Trung Quốc, một Paris thu nhỏ được xây dựng với tháp Eiffel cao 108 mét. Cũng ở Trung Quốc, thành phố Thâm Quyến còn có một bản sao khác cao khoảng 100 mét.
Ở Đức, tháp truyền thanh Berlin, kiến trúc mô phỏng tháp Eiffel, được xây dựng từ 1924 tới 1926 bằng chất liệu thép, cao 150 mét. Nổi tiếng hơn, tháp Tokyo tại Nhật Bản được hoàn thành năm 1958, có chiều cao 333 mét.

## Khai thác thương mại
Theo văn bản ngày 8 tháng 1 năm 1887, trong thời gian Triển lãm thế giới 1889, tháp Eiffel là tài sản của nhà nước Pháp, còn từ sau triển lãm, quyền sở hữu sẽ thuộc về chính quyền thành phố Paris. Cũng theo bản thoả thuận này, Gustave Eiffel được đứng tên khai thác các lợi ích của công trình và được hưởng lãi từ hoạt động kinh doanh tháp Eiffel trong vòng 20 năm, từ 1 tháng 1 năm 1890 đến 31 tháng 3 năm 1909. Với việc đầu tư biến tháp Eiffel trở thành nơi thực hiện các thí nghiệm khoa học và đặt trạm phát sóng, Gustave Eiffel đã kéo dài quyền khai thác tháp thêm 70 năm, tính từ ngày 1 tháng 1 năm 1910.
Sau khi quyền khai thác của Gustave Eiffel hết hiệu lực, hội đồng thành phố Paris giao việc kinh doanh tháp từ năm 1980 đến năm 2005 cho Công ty khai thác tháp Eiffel mới (Société nouvelle d'exploitation de la tour Eiffel - SNTE). SNTE có 30% vốn sở hữu của thành phố Paris và 70% vốn sở hữu của SAGI (Société anonyme de gestion immobilière - Công ty đại chúng kinh doanh địa ốc). Bản thân SAGI cũng là một công ty liên doanh với 40% vốn của thành phố Paris và 60% vốn của Perexia, một chi nhánh của ngân hàng Caisse d'Epargne.
Từ ngày 13 tháng 12 năm 2005, quyền kinh doanh tháp được chuyển cho Công ty khai thác tháp Eiffel (Société d'exploitation de la tour Eiffel - SETE). SETE có 60% vốn của chính quyền thành phố và 40% vốn của các công ty tư nhân, gồm BTP Eiffage, Unibail, LVMH, Dexia và EDF. Hiện nay công việc kinh doanh tháp đem lại việc làm cho khoảng 500 người. Trong đó 250 nhân viên do SETE trực tiếp quản lý gồm tiếp tân, kỹ thuật và hành chính... 250 nhân viên còn lại thuộc các công ty được nhượng quyền kinh doanh (nhà hàng, quầy lưu niệm) hoặc có hoạt động tại tháp (Bưu điện Pháp, TDF, cảnh sát).
Ngay từ khi được trao quyền kinh doanh, Gustave Eiffel đã tính tới việc khai thác thương mại hình ảnh của tháp. Jules Jaluzot, giám đốc hệ thống cửa hàng Printemps từng đề nghị được mua lại quyền khai thác hình ảnh để sản xuất hàng loạt bản sao tháp Eiffel, bày bán tại các cửa hàng Printemps. Sau nhiều lần từ chối, cuối cùng Gustave Eiffel quyết định đưa quyền khai thác hình ảnh tháp Eiffel ra phạm vi công cộng. Kể từ năm 1889, đã có hơn 5 tỷ tấm bưu thiếp in hình tháp Eiffel được bán ra. Tháp Eiffel là công trình có lượng bưu thiếp được bán lớn nhất thế giới.

### Quyền tác giả ảnh chụp ban đêm
Công ty khai thác tháp Eiffel đòi hỏi bản quyền về việc chụp hình trực diện ban đêm công trình:
| “ | Việc phát hành các bức ảnh chụp tháp ban ngày được tự do, nhưng các bức ảnh ban đêm khi tháp được thắp đèn phải dưới sự cho phép của Công ty khai thác tháp Eiffel - SETE. | ” |

Nền tảng pháp lý của đòi hỏi này không rõ ràng và cũng chưa được một tòa án của Pháp nào bảo vệ cho quyền lợi đó của SETE.

## Trang hoàng

### Sơn
Từ khi khánh thành tới nay, tháp Eiffel đã được sơn lại 17 lần, tức trung bình 7 năm một lần. Tháp cũng trải qua nhiều màu sắc, từ nâu đỏ tới vàng son rồi cuối cùng là màu nâu đồng như ngày nay. Mỗi lần sơn lại, tháp Eiffel cần tới 60 tấn sơn cùng 50 km dây và 2 hecta lưới cho việc bảo hiểm, 1500 chổi, 5000 đĩa mài... và một đội 25 người làm việc trong hơn một năm.
Gần đây nhất, tháp Eiffel được sơn lại từ tháng 12 năm 2001 tới tháng 6 năm 2003. Theo kế hoạch, lần sơn kế tiếp sẽ được bắt đầu vào cuối năm 2008.

### Chiếu sáng
| Triển lãm thế giới 1900 | Quảng cáo của Citroën năm 1925 | Pháo hoa 14 tháng 7 năm 2005 |  |
|                         |                                |                              |  |

Bắt đầu ngay từ lúc chưa hoàn thành, rồi sau khi xây dựng xong và cho tới ngày nay, nhiều biện pháp chiếu sáng đã được sử dụng để làm nổi bật tháp Eiffel: gaz, điện, đèn neon, đèn natri và pháo hoa.
Năm 1888, khi còn đang xây dựng, pháo hoa đã được bắn ở tầng ba của tháp. Ngày nay, tháp Eiffel là địa điểm bắn pháo hoa truyền thống của ngày quốc khách Pháp, 14 tháng 7. Năm 1889, trong khoảng thời gian đầu tiên, tháp được thắp sáng nhờ 10.000 bấc gaz. Nhưng từ 1900, trong chương trình của Triển lãm thế giới ở Paris, việc thắp sáng được thay bằng điện.
Năm 1925, André Citroën lắp đặt một bảng quảng cáo lớn cho nhãn hiệu của mình, trải cho tới tận phía trên đỉnh tháp. Chiếu sáng bằng 250.000 bóng điện với 6 màu sắc, nhãn hiệu xe hơi "Citroën" được viết theo lối Art déco. Quảng cáo này còn tiếp tục treo cho tới tận năm 1933 khi thành phố nâng giá lên gấp sáu lần so với năm 1926. Năm 1937, dành cho Triển lãm quốc tế nghệ thuật ứng dụng, André Granet đưa ra phương pháp chiếu sáng mới làm nổi bật cấu trúc như đăng ten của tháp.
Năm 1985, SNTE, công ty mới khai thác tháp Eiffel từ 1980, lắp đặt một hệ thống chiếu sáng màu vàng da cam vào bên trong của tháp với 352 đèn chiếu natri. Sau đó tháp được trang bị thêm cụm đèn pha ở đỉnh, chiếu sáng quét qua bầu trời Paris với khoảng cách tới 80 km. Hai "pha" này bao gồm bốn đèn chiếu chuyển động với các đèn xenon 6000 Watt, tuổi thọ khoảng 1200 giờ và được điều khiển bằng máy tính. Bốn đèn chiếu tạo thành hình chữ thập, lần lượt từng cặp đối diện chiếu sáng sau mỗi một phần tư vòng xoay.
Năm 1999, một đồng hồ đếm ngược được tạo bởi các ngọn đèn lắp trên tháp Eiffel, tính thời gian tới năm 2000. Năm 2000, tháp được trang bị thêm 20.000 bóng điện nháy vào 10 phút sau 12 giờ trưa và 5 phút mỗi lúc chuyển giờ từ khi trời tối tới 1 giờ sáng. Để kết thúc, vào lúc 1 giờ sáng, các đèn này nhấp nháy thêm 10 phút, không cùng hệ thống chiếu sáng thường.
Tháng 6 năm 2003, các đèn nháy được ứng dụng kỹ thuật mới. Từ khi trời tối cho tới 1 giờ sáng vào mùa đông, 2 giờ sáng vào mùa hè, mỗi lần chuyển giờ, 20.000 bóng đèn nháy trong 10 phút. Khi kết thúc, tức 1 giờ sáng vào mùa đông hoặc 2 giờ sáng vào mùa hè, các đèn này sẽ sáng lấp lánh trong mười phút, sau khi đã tắt hệ thống chiếu sáng thường.

## Tháp Eiffel với nghệ thuật
Ngay từ tháng 2 năm 1887, trước khi hoàn thành, tháp Eiffel đã chịu sự chỉ trích của rất nhiều nghệ sĩ lớn của thời kỳ đó. Alexandre Dumas con, Guy de Maupassant, Charles Gounod, Leconte de Lisle, Victorien Sardou, Charles Garnier, François Coppée, Sully Prudhomme, William Bouguereau và Ernest Meissonier đã cùng nhau soạn một bức thư nổi tiếng để đả kích "cái vô tác dụng và quái dị của tháp Eiffel", đăng ngày 17 tháng 2 năm 1887 trên tờ Le Temps. Ngược lại, những nghệ sĩ khác tỏ ra thích thú với công trình mới và ngọn tháp trở thành một đề tài, hoặc xuất hiện, phổ biến trong nghệ thuật.

### Hội họa

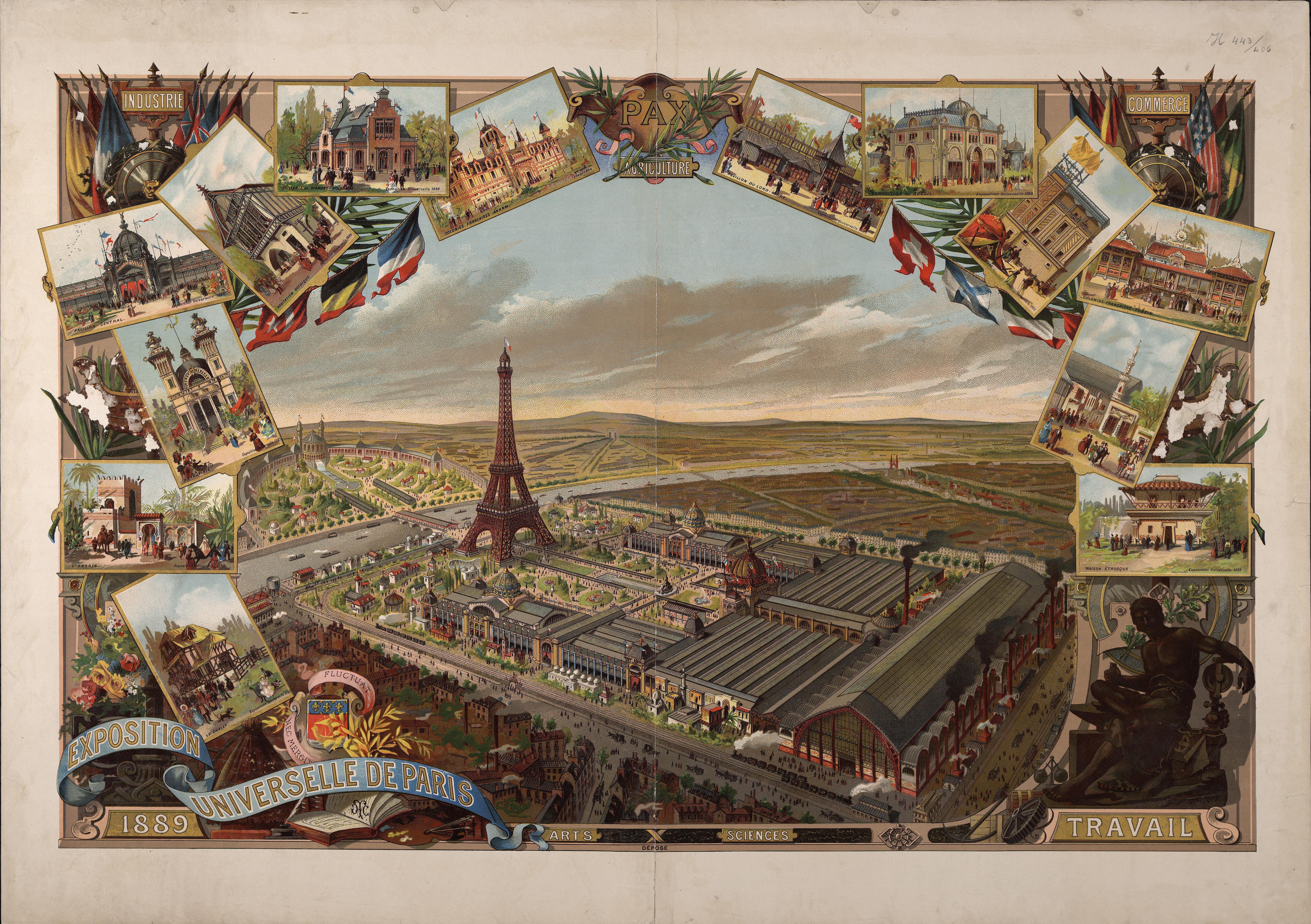
Tháp Eiffel trong Triển lãm thế giới 1889

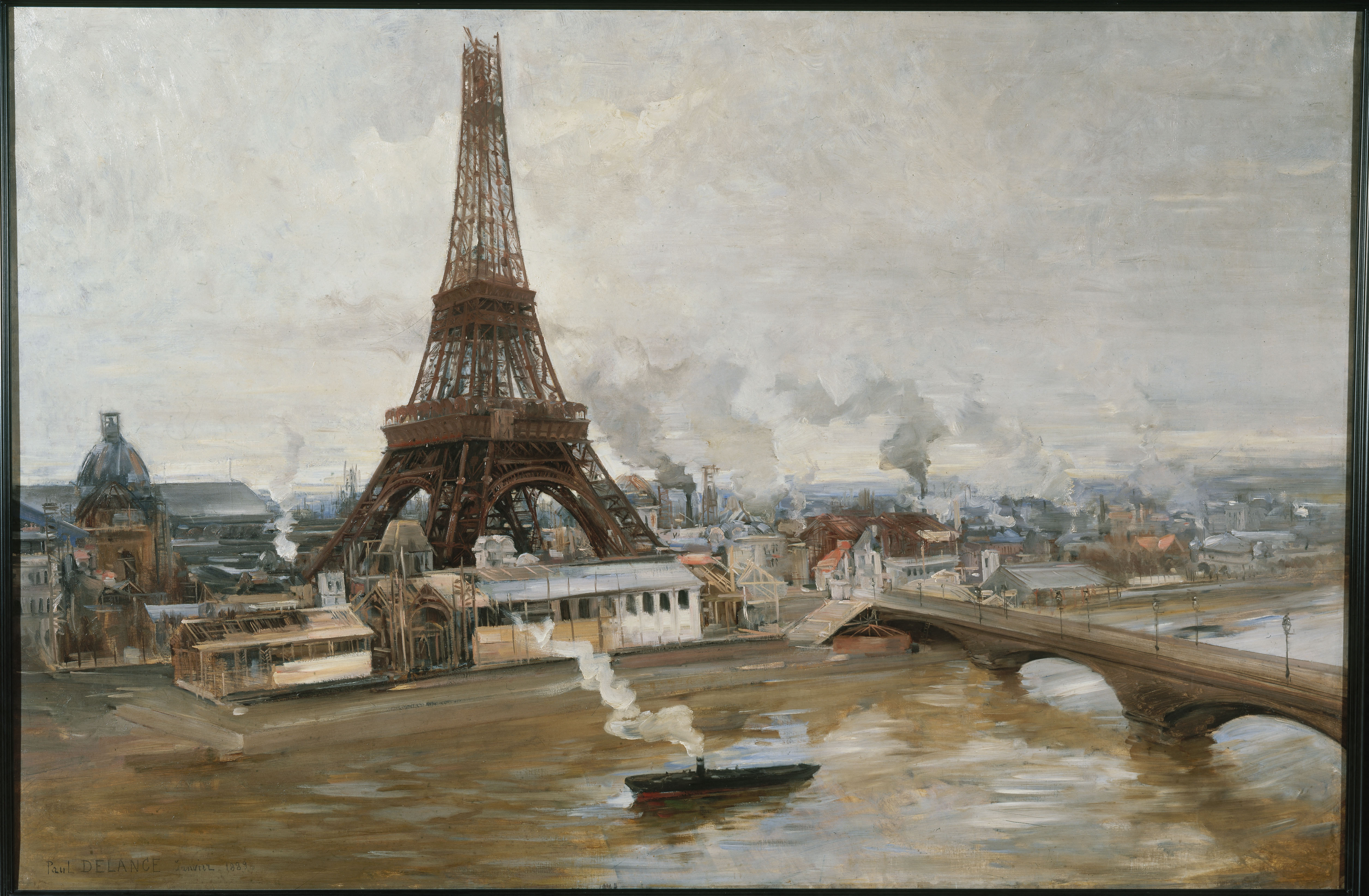
Tranh của Paul-Louis Delance

Ngay từ khi việc xây dựng chưa hoàn thành, Georges Seurat rồi Paul-Louis Delance đã lấy tháp Eiffel làm chủ đề cho sáng tác của mình. Năm 1889, họa sĩ Roux tái hiện Lễ hội đêm Triển lãm thế giới 1889 và Jean Béraud với Lối vào Triển lãm 1889.
Tiếp đó, rất nhiều họa sĩ tiếp tục lấy cảm hứng từ tháp Eiffel, như: Douanier Rousseau, Paul Signac, Pierre Bonnard, Maurice Utrillo, Marcel Gromaire, Édouard Vuillard, Albert Marquet, Raoul Dufy, Marc Chagall và Henri Rivière. Nhưng họa sĩ vẽ nhiều nhất và lấy cảm hứng trực tiếp từ tháp Eiffel là Robert Delaunay. Trong khoảng thời gian từ 1910 đến 1925, Robert Delaunay đã vẽ khoảng 30 bức sơn dầu trên toan với tháp Eiffel là chủ đề trung tâm.
Ngoài ra có thể kể tới André Juillard với bộ 36 cái nhìn về tháp Eiffel (36 vues de la tour Eiffel) theo phong cách của Hokusai với 36 cái nhìn về núi Phú Sỹ. Tượng tự Henri Rivière cũng có 36 cái nhìn về tháp Eiffel với phương pháp in thạch bản.

### Âm nhạc
Tháp Eiffel là cảm hứng cho nhiều ca sĩ, nhưng trên hết, tháp cùng bãi cỏ Champ-de-Mars và cả vườn Trocadéro là nơi tổ chức rất nhiều các buổi hòa nhạc lớn. Ngày 25 tháng 9 năm 1962, để quảng bá bộ phim The Longest Day, nhà sản xuất Darryl F. Zanuck đã tổ chức một buổi biểu diễn lớn ở Paris. Dịp đó, Édith Piaf, cùng với 1500 ống pháo hoa, đã biểu diễn trên tầng hai của tháp trước 25.000 khán giả. Năm 1966, Charles Aznavour và Georges Brassens đã hát ở đây, ủng hộ chiến dịch Thế giới chống nạn đói. Ngày 14 tháng 7 năm 1995, Jean-Michel Jarre tổ chức buổi hòa nhạc kỷ niệm 50 năm thành lập UNESCO, tập trung hơn một triệu khán giả. Gần đây nhất, ngày 10 tháng 6 năm 2000, Johnny Hallyday có một buổi biểu diễn trước 600 ngàn khán giả, sau đó được phát hành thành CD Johnny - Live à la tour Eiffel.

### Nhiếp ảnh
Trong nghệ thuật nhiếp ảnh, gần như tất cả các nghệ sĩ lớn đều từng thực hiện ít nhất một hình về tháp Eiffel. Có thể kể đến Robert Doisneau với La tour Eiffel "gondolée", André Kertész với Shadows, Marc Riboud với Le peintre de la tour Eiffel hay Henri Cartier-Bresson...

### Văn học
Từ thế kỷ XIX cho tới ngày nay, tháp Eiffel xuất hiện trong nhiều tác phẩm văn học, cả ở vị trí chủ đề trung tâm hoặc chỉ như một chi tiết tô điểm, đặc biệt với các nhà văn Pháp, hay đúng hơn là văn học tiếng Pháp. Tuy vậy, cái mới và cái thời thượng của công trình không còn nên trong văn học đương đại, tháp Eiffel ít hiện diện hơn so với thế kỷ XIX và đầu thế kỷ XX.
Trong khi xây dựng và khoảng thời gian đầu sau khi hoàn thành, tháp Eiffel là chủ đề của nhiều phân tích phê bình, thường tiêu cực, đăng trên báo chí. Ngay những dòng đầu tiên của La vie errante, Guy de Maupassant đã viết: "Tôi rời bỏ Paris và cả nước Pháp bởi vì tháp Eiffel hoàn thành làm tôi quá chán nản...". Nhưng sau đó, với thành công lớn của tháp trong việc thu hút công chúng, nhiều nhà văn đã cân nhắc và thay đổi ý kiến.
Roland Barthes trong La Tour Eiffel đăng tải năm 1964 đã dành cho ngọn tháp rất nhiều cảm tình. Dino Buzzati trong Le K. viết về một công nhân hư cấu làm việc trong công trường xây dựng tháp. Pascal Lainé đề cập tới sự thai nghén, quá trình xây dựng công trình trong Le Mystère de la tour Eiffel. Thi ca, tháp Eiffel xuất hiện trong tác phẩm của Guillaume Apollinaire, Blaise Cendrars, Louis Aragon... Tháp cũng là chủ đề cho vở kịch Les Mariés de la tour Eiffel của Jean Cocteau năm 1921.

### Điện ảnh và truyền hình
Từ khi công nghệ điện ảnh bắt đầu phát triển, tháp Eiffel có mặt trong các thước phim của những đạo diễn nổi danh nhất. Thời kỳ đầu, tháp xuất hiện trong các bộ phim tài liệu như Panorama pendant l'ascension de la tour Eiffel của Louis Lumière năm 1897, Images de l'exposition 1900 của Georges Méliès năm 1900. Tác phẩm hư cấu đầu tiên với tháp Eiffel làm bối cảnh chính là bộ phim Paris qui dort (Paris ngủ) của René Clair năm 1923, dài 35 phút. Năm 1930, La Fin du monde (Thế giới chấm dứt) của Abel Gance là bộ phim dài đầu tiên về tháp Eiffel, thời lượng 1 tiếng 45 phút.
Từ những năm 1940, các nhà làm phim Hoa Kỳ bắt đầu quan tâm tới tháp Eiffel. Ernst Lubitsch, đạo diễn người Mỹ gốc Đức thực hiện Ninotchka với sự tham gia của Greta Garbo, sử dụng tháp Eiffel như một biểu tượng. Năm 1949, Burgess Meredith lần đầu tiên chuyển thể cuốn tiểu thuyết của Georges Simenon thành tác phẩm điện ảnh The Man on the Eiffel Tower (Người đàn ông trên tháp Eiffel).
Ngày 4 tháng 6 năm 1966, bộ phim truyền hình quan trọng đầu tiên về tháp, La Rose de fer (Bông hoa hồng thép), phần thứ 39 của loạt phim Cinq Dernières Minutes (Năm phút cuối cùng).
Từ những năm 1980, tháp Eiffel xuất hiện trong rất nhiều bộ phim Mỹ. Năm 1985, A View to a Kill, bộ phim thứ 14 về điệp viên 007 và là bộ phim James Bond cuối cùng của Roger Moore, lấy tháp Eiffel làm bối cảnh. Điện ảnh Mỹ ưa chuộng sử dụng hình ảnh tháp Eiffel bị phá hủy như biểu tượng cho Trái Đất bị đe dọa. Ngay từ năm 1953, trong bộ phim The War of the Worlds (Chiến tranh các thế giới), tháp Eiffel đã bị phá hủy. Cuối thế kỷ XX, hình ảnh này được các bộ phim khoa học viễn tưởng Independence Day, Mars Attacks! và Armageddon tiếp tục sử dụng.

### Các loại hình khác
Sau hơn một thế kỷ tồn tại, hình ảnh công trình nổi tiếng này còn được sử dụng với nhiều mục đích, loại hình khác, như in trên tiền xu, tiền giấy, tem, bưu thiếp, trò chơi điện tử, truyện tranh...
Trong trò chơi chiến thuật thời gian thực Command & Conquer (1995), tháp Eiffel là một trong những mục tiêu của nhiệm vụ GDI (Global Defense Initiative). Năm năm sau đó, tháp tiếp tục xuất hiện trong phiên bản mới của trò chơi này. Trong trò chơi cho Playstation Twisted Metal 2 (1996), tháp Eiffel xuất hiện ở một trong 11 cấp độ, bài "Monumental Disaster" qua Paris. Công trình còn hiện diện trong nhiều trò khác như Onimusha 3: Demon Siege (2004), Evil Genius (2005) và Blazing Angels: Squadrons of WWII (2006).
Một trong những cuốn truyện tranh được biết đến nhiều nhất có sử dụng tháp Eiffel là Adèle Blanc-Sec, tập hai: Le Démon de la tour Eiffel của Jacques Tardi. Tháp Eiffel cũng xuất hiện trong trang bìa Blake et Mortimer của Edgar P. Jacobs, tập 8 S.O.S. Météores.

## Các sự việc liên quan

### Thể thao và những hành động mạo hiểm
Chiều cao và sự nổi tiếng khiến tháp Eiffel trở thành đích ngắm cho nhiều nhà thể thao trình diễn cũng như những người mạo hiểm thực hiện các hành động liều lĩnh.
Tháng 4 năm 1900, Henry Deutsch de la Meurthe treo giải thưởng 100.000 franc (tương đương 320.000 euro hiện nay) cho cỗ máy bay nào có thể thực hiện hành trình khứ hồi giữa Saint-Cloud với tháp Eiffel trong vòng dưới 30 phút và trước hạn định tháng 10 năm 1904. Ngày 19 tháng 10 năm 1901, Alberto Santos-Dumont đã thực hiện trong vòng 30 phút 42 giây với một kinh khí cầu và đoạt giải, chia sẻ cùng các cộng tác của mình.
Ngày 4 tháng 2 năm 1912, Franz Reichelt, một thợ may người Áo, quyết định nhảy từ tầng hai của tháp, trang bị một tấm dù tự chế. Cú nhảy của Franz Reichelt được ghi hình và cuốn phim tài liệu dài khoảng vài chục giây hiện nay vẫn còn. Trong cuốn phim, Franz Reichelt bắt đầu xoay người, đối diện với máy quay, tự hào khoe "chiếc dù", thực tế là một kiểu áo khoác đã được thay đổi. Franz Reichelt leo lên bép tầng hai, do dự một khoảng thời gian khá lâu, rồi quyết định nhảy và rơi rất nhanh, nằm bẹp trên mặt đất. Đám đông tò mò vây quanh chân tháp Eiffel để nhìn thi thể Reichelt và cái hố nhỏ để lại trên nền đất Champ-de-Mars. Khám nghiệm tử thi cho thấy Reichelt đã chết trước khi chạm đất bởi cơn chấn động tim. Franz Reichelt là người mở đầu cho danh sách dài những kẻ mạo hiểm muốn thử nhảy từ tháp Eiffel, trong đó một số đã mất mạng.
Mặc dù trong khi xây dựng chỉ có một tai nạn chết người – không phải tai nạn lao động – nhưng tới nay danh sách những người chết liên quan đến ngọn tháp được thống kê với đủ các lý do khác nhau. Từ khi bắt đầu tới nay, con số nạn nhân tử vong là 366 người, lý do: các cú thể thao thất bại, tai nạn, tự tử... Từ nhiều thập kỷ, công ty khai thác tháp đã lắp đặt một hệ thống lưới để phòng ngừa các tai nạn cũng như ngăn chặn những kẻ mạo hiểm. Mặc dù vậy, nhiều người bất chấp nguy hiểm vẫn tìm cách vượt qua. Như ngày 17 tháng 5 năm 2005, một người Na Uy 31 tuổi đi cùng hai người bạn, tất cả đều là môn đồ của trò "base jump", leo lên tháp. Vượt qua được lưới sắt, người đàn ông Na Uy này nhảy từ tầng ba xuống và chết vào lúc 22 giờ mặc dù có mang dù.

| Một vài sự kiện thể thao liên quan tới Eiffel | Một vài sự kiện thể thao liên quan tới Eiffel | Một vài sự kiện thể thao liên quan tới Eiffel |
| --- | --------------------------------------------- | --------------------------------------------- |
| |                                               |                                               |
| Alberto Santos-Dumont với kinh khí cầu số 6, 1901 | Forestier, "vô địch leo cầu thang", 1905      | Franz Reichelt, "người bay", 1912             |
| Nhảy vào khoảng không |                                               |                                               |
| - 4 tháng 2 năm 1912: Lúc 8 giờ 30, Franz Reichelt, thợ may người Áo, với một "chiếc dù" nhảy vào khoảng không và đã tử vong. - 25 tháng 6 năm 1987: A.J. Hackett, người New Zealand, thực hiện một cú nhảy trái phép với dây cao su từ tầng ba của tháp. |                                               |                                               |
| Leo cầu thang |                                               |                                               |
| - 9 tháng 9 năm 1891: Sylvain Dornon, một thợ bánh mỳ người Landes, đi cà kheo lên đến tầng hai của tháp. - 26 tháng 11 năm 1905: Nhật báo Le Sport tổ chức giải "vô địch cầu thang" tập trung 227 đối thủ. Người thắng cuộc leo đến tầng ba trong vòng 3 phút 12 giây. - 2 tháng 6 năm 1923: Phóng viên Pierre Labric đi xe đạp xuống từ tầng hai của tháp Eiffel.                                                                                             |                                               |                                               |
| Hàng không |                                               |                                               |
| - 19 tháng 10 năm 1901: Alberto Santos-Dumont thực hiện chuyến kinh khí cầu giữa tháp Eiffel và Saint-Cloud. |                                               |                                               |
| Xiếc |                                               |                                               |
| - 6 tháng 6 năm 1952: Diễn viên xiếc Rose Gold biểu diễn du dây nhào lộn ở độ cao 118 m. - 26 tháng 8 năm 1989: Philippe Petit đi thăng bằng trên một sợi dây dài 760 mét nối tầng hai của tháp với vườn Trocadéro và được Jacques Chirac đón ở đích. - 31 tháng 12 năm 1996: "Người nhện" Alain Robert leo bằng tay không và không bảo hiểm lên tháp Eiffel. Bắt đầu từ chân tháp vào lúc 23 giờ 15, Alain leo ở cạnh phía Tây và lên tới đỉnh khoảng nửa đêm. |                                               |                                               |

### Victor Lustig: "người bán tháp Eiffel"
Một trong những sự việc ghi dấu ấn nhất, không liên quan tới thể thao, là vụ lừa đảo của Victor Lustig. Vào năm 1925, Victor Lustig, có sự giúp đỡ của Dan Collins, biệt danh "Dapper Dan", đã thành công trong việc lừa bán tháp Eiffel làm từng mảnh cho một người kinh doanh sắt phế liệu.
Đọc trên báo được tin tháp Eiffel có thể sẽ bị phá dỡ, Victor Lustig nảy ra ý định tạo một tài liệu giả được in dấu của Bộ Bưu điện và Điện báo thành lập tổ chức chịu trách nhiệm về tháp. Sau đó Lustig mời năm công ty quan trọng nhất về sắt phế liệu đến khách sạn sang trọng Crillon trên quảng trường Concorde cho một cuộc giao dịch kín. Victor Lustig đóng giả thứ trưởng còn Dapper Dan vai chánh văn phòng. Victor Lustig phát biểu với những đại diện của các công ty: "Thưa các ngài, chính phủ sẽ phải phá bỏ tháp Eiffel! Và các ngài tập hợp ở đây để nhận thầu công việc đó!". Tiếp theo, Victor Lustig đưa các đại diện ra thăm tháp bằng xe limousine. Người cả tin nhất đã đồng ý ký cho Victor Lustig một tấm séc lớn, coi như quà lót tay.
Sau khi đã rút tiền từ tấm séc, hai kẻ lừa đảo trốn sang Áo. Một thời gian sau, cả hai cùng quay lại Paris với ý định tìm những nhà buôn sắt vụn khác. Nhưng vì cảnh sát theo dõi nên Victor Lustig cùng Dan Collins chạy sang New York.
Sự việc này được ghi lại trong cuốn sách The Man Who Sold the Eiffel Tower (Người đàn ông bán tháp Eiffel) của James F. Johnson và Floyd Miller, nhà xuất bản Doubleday phát hành năm 1961. Năm 1964, Claude Chabrol thực hiện bộ phim dựa trên câu chuyện này với tựa đề Les Plus Belles Escroqueries du monde (Cú lừa đẹp nhất thế giới).

## Lượng khách viếng thăm

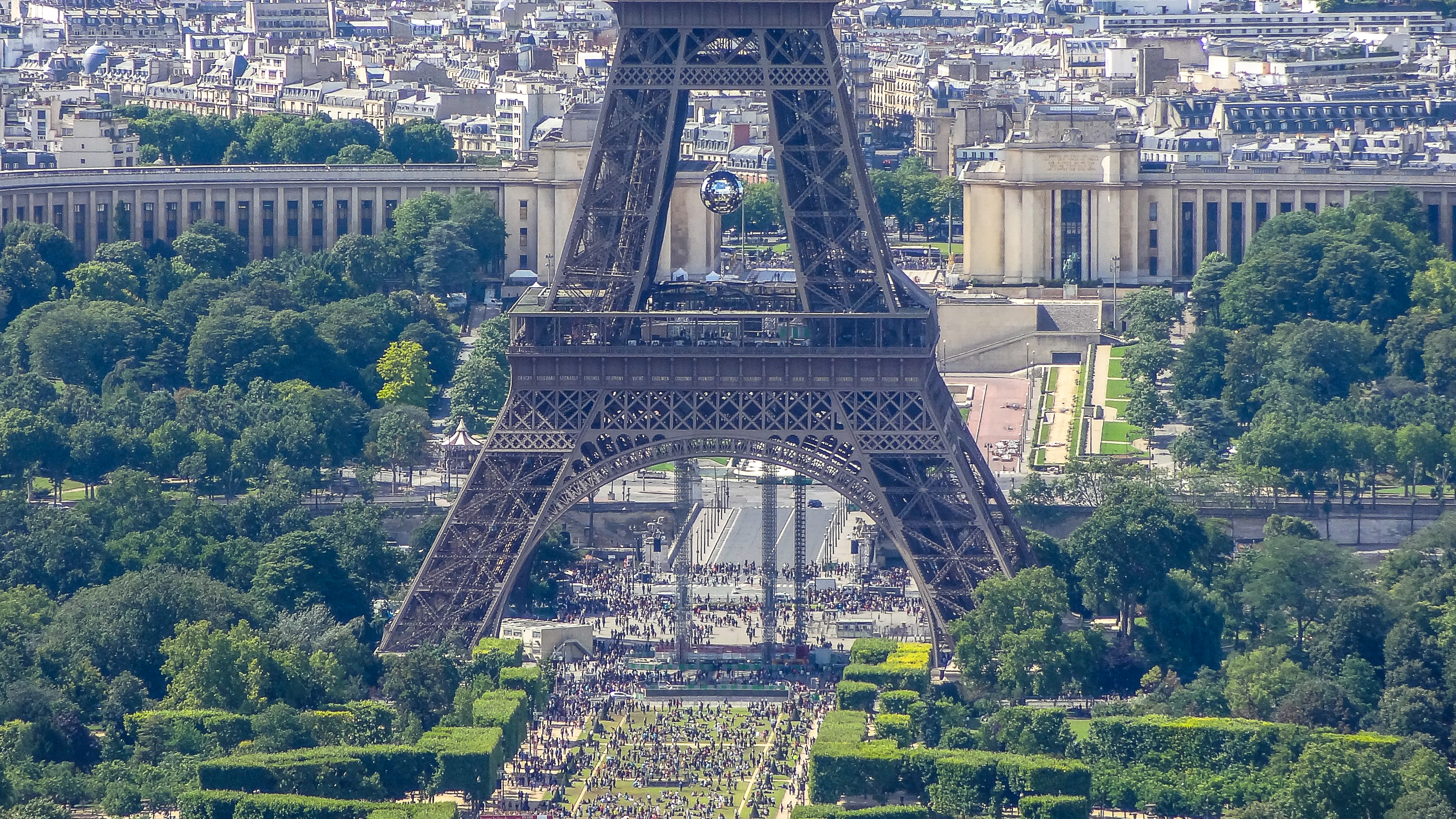
Công viên Champ-de-Mars, khu vực dưới chân tháp Eiffel

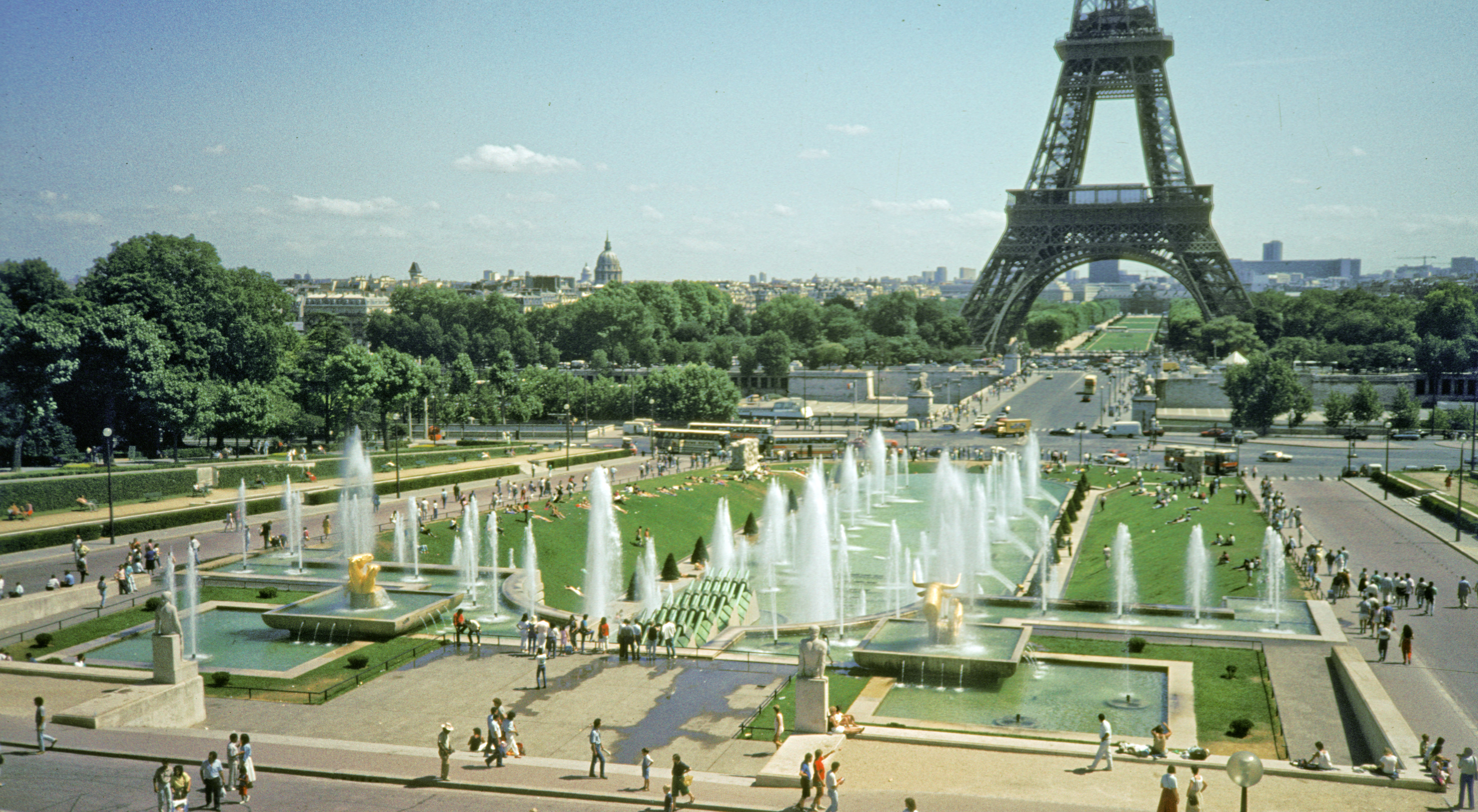
Vườn Trocadéro và tháp Eiffel

Sau thành công tức khắc của Triển lãm thế giới năm 1889, lượng khách thăm tháp Eiffel giảm xuống ngay năm tiếp theo. Con số gần như giảm liên tục trong mười năm cho tới Triển lãm thế giới năm 1900, đạt hơn một triệu khách. Lượng khách tụt xuống ngay năm 1901 rồi bắt đầu tăng chậm, khoảng từ 120.000 tới 260.000 cho đến năm 1914. Thời gian Chiến tranh thế giới thứ nhất, từ 1915 đến 1918, tháp Eiffel đóng cửa.
Sau chiến tranh, từ 1919 tới 1939, tháp thu hút khoảng 480.000 khách mỗi năm và đạt đỉnh 800.000 vào 1931 khi diễn ra Triển lãm thuộc địa và 1937 với Triển lãm thế giới. Từ 1940 đến 1945, một lần nữa, tháp Eiffel phải đóng cửa bởi thế chiến.
Sau Chiến tranh thế giới thứ hai, tháp được mở cửa cho công chúng vào tháng 6 năm 1946 và lượng khách bắt đầu tăng trở lại. Năm 1963 là năm đầu tiên tháp Eiffel đạt hai triệu khách viếng thăm. Bắt đầu từ thời gian này, nhờ sự phát triển của du lịch quốc tế, lượng khách của tháp tăng đều đặn. Năm 1972, lần đầu tiên đạt con số 3 triệu khách, năm 1984 đến con số 4 triệu, 1989 lên tới 5 triệu và năm 1998 tháp đón 6 triệu khách.
Cho tới ngày 31 tháng 12 năm 2007, đã có 236.445.812 lượt khách bước chân lên tháp Eiffel. Con số 300 triệu khách sự đoán sẽ đạt tới vào năm 2017.

### Một trong những công trình thu hút nhất thế giới
Năm 2007, tháp Eiffel đạt 6,893 triệu lượt khách, là công trình thu phí được viếng thăm nhiều nhất trên thế giới. Tuy là biểu tượng nổi tiếng của Pháp, quốc gia đón lượng khách quốc tế nhiều nhất, nhưng tháp Eiffel không phải địa điểm đón tiếp nhiều du khách nhất. Nhà thờ Đức Bà Paris, địa điểm miễn phí đã thu hút 13,5 triệu lượt khách, đứng đầu nước Pháp. Disneyland, công viên giải trí ở ngoại ô Paris, cũng thu hút 12,5 triệu lượt khách. Mang tính chất du lịch, khác với công viên Disneyland, tháp Eiffel chỉ thu hút các du khách từ nơi khác tới thăm Paris. Lý do thu phí và thời gian xếp hàng mua vé cũng làm giảm bớt một số lượng lớn khách của tháp.

 
| Quốc tịch khách thăm tháp Eiffel năm 2005 |                   |       |
| Thứ tự                                    | Quốc gia          | Tỷ lệ |
| 1                                         | Pháp              | 14,1% |
| 2                                         | Tây Ban Nha       | 9,3%  |
| 3                                         | Hoa Kỳ            | 8,9%  |
| 4                                         | Liên hiệp Anh     | 8,6%  |
| 5                                         | Đức               | 5,3%  |
| 6                                         | Ý                 | 5,1%  |
| 7                                         | Trung Quốc        | 4,3%  |
| 8                                         | Úc và New Zealand | 4,1%  |
| 9                                         | Canada            | 3%    |
| -                                         | Các nước khác     | 37,3% |

| 10 địa điểm du lịch chính của Île-de-France năm 2004 |                                     |             |
| Thứ tự                                               | Công trình                          | Lượng khách |
| 1                                                    | Nhà thờ Đức Bà                      | 12 800 000  |
| 2                                                    | Disneyland Paris                    | 12 400 000  |
| 3                                                    | Nhà thờ Sacré-Cœur                  | 8 000 000   |
| 4                                                    | Bảo tàng Louvre                     | 6 600 398   |
| 5                                                    | Tháp Eiffel                         | 6 229 993   |
| 6                                                    | Trung tâm Georges-Pompidou          | 5 368 548   |
| 7                                                    | Lâu đài Versailles                  | 3 300 200   |
| 8                                                    | Cité des sciences et de l'industrie | 2 795 000   |
| 9                                                    | Bảo tàng Orsay                      | 2 590 316   |
| 10                                                   | Bảo tàng Lịch sử tự nhiên quốc gia  | 1 444 744   |

### Thống kê tổng lượng khách tính đến từng năm
Thống kê tổng lượng khách tính đến từng năm, trong đó hai khoảng thời gian Chiến tranh thế giới thứ nhất và Chiến tranh thế giới thứ hai tháp Eiffel đóng cửa. Tháng 6 năm 1946, tháp mở cửa trở lại.

 

## Trạm phát sóng
Tháp Eiffel là trạm phát thanh sóng analog chính cho toàn vùng Paris. Ngoài ra, tháp cũng phát các sóng phát thanh FM, truyền hình analog và truyền hình kỹ thuật số.

### Truyền thanh
Khoảng 30 chương trình FM được phát từ tháp, trong đó có:

### Truyền hình
Từ ngày 31 tháng 3 năm 2005, truyền hình kỹ thuật số mặt đất được phát sóng từ tháp Eiffel.